# Confédération des syndicats des travailleurs du service public de Turquie
La Confédération des syndicats des travailleurs du service public de Turquie ou Türkiye Kamu-Sen (officiellement Türkiye Kamu Çalışanları Sendikaları Konfederasyonu) est une confédération syndicale turque et nord-chypriote fondée en 1992. En 2014 la confédération revendique sur son site 450 000 membres (le recensement officiel réalisé par le ministère du travail est de 447 641 membres) affiliés aux syndicats constituants la fédération, sur les 2,37 millions de fonctionnaires que compte la Turquie,. Il s'agit de la seconde confédération syndicale du secteur public de Turquie après la Memur-Sen. La confédération est dirigée depuis février 2014 par İsmail Koncuk et Önder Kahveci.
Türkiye Kamu-Sen est réputée proche du Parti d'action nationaliste (MHP),.

## Syndicats membres
Les syndicats membres de la confédération sont les suivants :
- Türk Eğitim-Sen (Éducation)
- Türk Sağlık-Sen (Santé)
- Türk Büro-Sen (Administration)
- Türk Yerel Hizmet-Sen (Fonction publique territoriale)
- Türk Diyanet Vakıf-Sen (Cultes et fondations religieuses)
- Türk Tarım Orman-Sen (Agriculture et forêts)
- Türk Haber-Sen (Information)
- Türk Enerji-Sen (Énergie)
- Türk İmar-Sen (Construction)
- Türk Ulaşım-Sen (Transports)
- Türk Kültür Sanat-Sen (Arts et culture)
- Türk Emekli-Sen (Retraités)
- Kıbrıs Türk Memur-Sen (Fonction publique nord-chypriote)